# Franz Welser-Möst
Franz Welser-Möst (Linz, 1960. augusztus 16. –) osztrák karmester.

## Élete
Welser-Möst szüleinek, Marilies Möst (politikus) és Franz Möst (orvos) negyedik gyermekeként született. Kompozíciót és hegedűt tanult a Linzi Zeneművészeti Gimnáziumban. Az 1978-ban bekövetkezett súlyos autóbalesetből származó sérülések véget vettek hegedűművészi pályafutásának. 1980 és 1984 között Münchenben karmestertudományt tanult. 1982 és 1985 között az Osztrák Ifjúsági Zenekar igazgatója volt. Möst 1984-ben vagy 1985-ben vette át a Welser-Möst színpadi nevet.
A következő zenekarok karmestere volt:
- Norrköpings symfoniorkester (1986–1991)
- Londoni Filharmonikus Zenekar (1990–1996)
- Zürichi Operaház (1995-2002; Musikdirektor, Generalmusikdirektor)
- Cleveland Orchestra (2002-től)[7]

2007. június 6-án az osztrák kulturális miniszter, Claudia Schmied, 2010-től kinevezte a Bécsi Állami Opera főzeneigazgatójává.
2011-ben, 2013-ban és 2023-ban vezette Bécsi Filharmonikusok újévi koncertjét.

## Fordítás
- Ez a szócikk részben vagy egészben  a   Franz Welser-Möst című holland Wikipédia-szócikk fordításán alapul.  Az eredeti cikk szerkesztőit annak laptörténete sorolja fel. Ez a jelzés csupán a megfogalmazás eredetét és a szerzői jogokat jelzi, nem szolgál a cikkben szereplő információk forrásmegjelöléseként.